# Strangers in Paradise
Strangers in Paradise (traducido al español extraños en el paraíso) es un historieta del historietista estadounidense Terry Moore publicada originalmente en 106 números desde 2003 a 2007.
Strangers in Paradise ha recibido, entre otros, un premio Eisner.

## Origen
La idea de Strangers in Paradise se le ocurrió al autor, según sus propias palabras, porque "quería leer un tipo de historieta pero no podía encontrarla en ningún lado, así que decidí empezar a hacerlo para entretenerme; después descubrí el mundo de la autopublicación y una cosa llevó a la otra…".
Su objetivo inicial era escribir sobre gente con la que pudiera estar sentado al lado en el tren, en un avión, en un coche o que pudiera encontrarlas en la acera o en un restaurante. Gente que de verdad pudiera conocer, ya que nunca ha conocido a una modelo pin-up.
Terry Moore comenzó a realizar una tira de prensa para un diario, pero después de probar idea tras idea se dio cuenta de que no le gustaba el formato de un gag al día así que decidió probar otro tipo de historias.
Ese otro tipo de historias, dieron lugar a Strangers in Paradise. Inicialmente fue concebida como una miniserie de tres números que le permitieran abrirse paso en el negocio de los cómics, pero Terry Moore decidió mantener la serie y ver hasta donde podía llegar antes de pasarse al cómic más comercial. Según sus palabras "nunca llegué el punto en el cual tuviera que rendirme, en lugar de eso, conseguí llegar al final de una larga historia".
Conforme la serie iba avanzando se dio cuenta de que estaba llegando al final de manera gradual. En una entrevista dijo: "no comencé con un fin en la cabeza. Lo fui ideando conforme avanzaba la historia. El final del volumen dos podría haber sido muy diferente si no hubiera ido a Homage Studios (quienes publicaron el cómic por un breve periodo de tiempo) y no hubiera recibido muchos ánimos por parte de Jim Lee. Así que cuando comencé el volumen tres empecé a pensar a donde me estaba llevando la historia y como podría concluirla. Ahí fue cuando comencé a pensar en posibles finales para la historia".

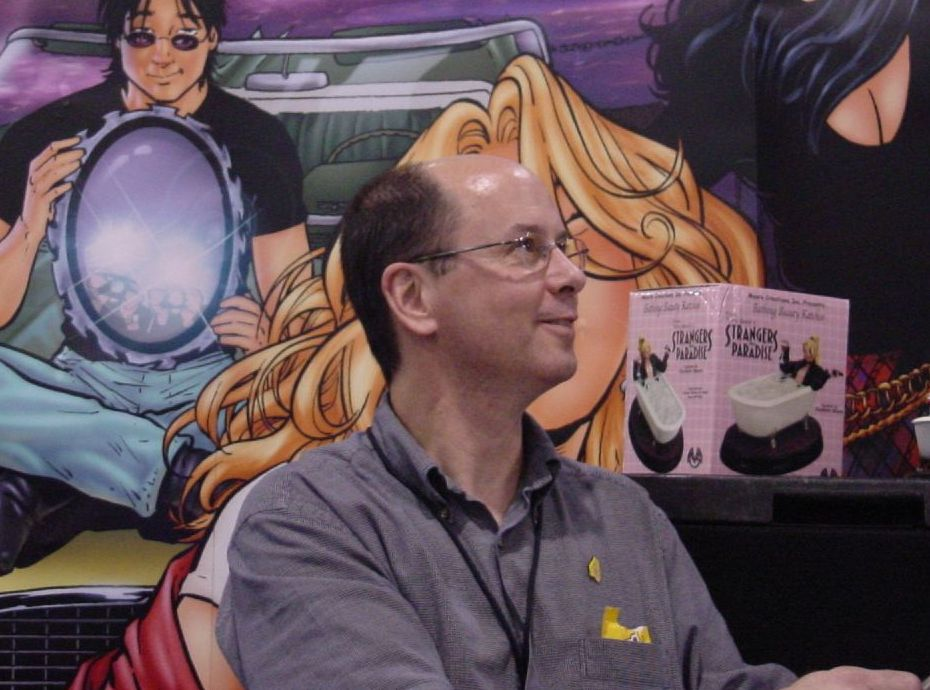
Terry Moore en la Convención de Héroes 2006.

Los atentados del 11 de septiembre de 2001 influyeron de manera decisiva en el final de Strangers in Paradise, hasta entonces el autor siempre había pensado en una historia de amor trágica pero los atentados le hicieron pensar que ya había demasiado dolor en el mundo y decidió cambiar el tono de la historia por uno con más esperanza donde las cosas buenas pueden suceder.
Algunos de los personajes de Strangers in Paradise tienen su origen en las tiras cómicas que realizó antes de la serie, como por ejemplo, Katchoo, que ya aparece como una ninfa del bosque en una historieta sobre un bosque encantado. Todas estas historietas fueron años más tarde recopiladas en un tomo llamado "The Complete Paradise Too".

## Argumento
Strangers in Paradise narra un triángulo amoroso entre Francine Peters, Katina Choovanski (apodada "Katchoo"), y su amigo David Qin. David está enamorado de Katchoo, Francine está enamorada de Freddie aunque también cree que puede estarlo de David o incluso de Katchoo, aunque siempre se ha considerado a sí misma heterosexual.
Además existe una segunda trama, una historia del género thriller en la cual interviene una organización conocida como 'Big Six' dirigida por una mujer llamada Darcy Parker, que usa otras mujeres adiestradas para infiltrarse dentro del sistema político americano. Katchoo era una de estas mujeres.

## Críticas
La serie ha conseguido traspasar las fronteras de los lectores habituales de cómic, en particular mujeres. En palabras de Terry Moore, "Strangers in Paradis es el único cómic que la mujer o novia de un fan leerá". Además de conseguir la atención del público femenino, debido a su argumento, ha tenido bastante éxito entre la comunidad gay y lesbiana.
Terry Moore fue expulsado de la iglesia a la que pertenecía por crear este tipo de historias, pero a pesar de ello, se siente muy orgulloso de su trabajo y reconoce que se siente un "gay honorario" y espera que sea recordada dentro de cien años. Además la serie es un homenaje a su tío gay que murió de sida. La serie ha recibido, desde estos colectivos, dos premios de GLAAD (asociación de gais y lesbianas contra la difamación).
Terry Moore cree que "parte del éxito de la serie es que refleja momentos de la vida real, los recrea y los explora. Cuando Freddie rompe con Francine, están viviendo un momento que virtualmente todas las personas mayores de dieciséis años han vivido".
Otros autores han dicho sobre la serie:

Terry ha conseguido llevar el tradicional triángulo amoroso evolucionando y vivo durante más de cien números, a través de dos compañías, puede que tres. Cuando la gente dice que los cómics románticos están muertos les pongo una novela gráfica en sus manos.
Kevin Smith

Lo que la mayoría de la gente no sabe sobre el amor y las relaciones podría llenar un libro. Strangers in Paradise es ese libro. Neil Gaiman

## Publicación

### Publicación enEstados Unidos
La serie comenzó su publicación en 1993 a través de Antartic Press, publicando el primer volumen completo (números uno al tres). Para publicar el segundo volumen, Terry Moore y su mujer crearon Abstract Studio, una compañía independiente que publicó el segundo volumen (números uno al catorce). Además también reimprimiría los números publicados por Antartic Press. El tercer volumen comenzó a ser publicado por Image Comics que publicó los primeros ocho números. Tras estos ocho números la serie volvió a Abstract Studios donde continuó su publicación hasta el número noventa y se reimprimieron los publicados con Image.
Terry Moore se encarga del guion (con colaboraciones de su esposa), dibujo, entintado y rotulación de la serie. De manera especial algunos otros autores han contribuido al dibujo (Jim Lee, Josh Wiesenfeld, Ray Lago, Gustave Dore) o al entintado (Trevor Scott, Alex Garner, Ray Lago). Los coloristas de las portadas, además del propio Terry Moore, han sido Pat Duke, Digital Chameleon, Olyoptics, Kell-O-Graphics, Quinn Supplee, James Rochelle, Wildstorm FX, Francesco Ponzi, Radio Comix, Hi-Fi Colour Design, Ray Lago, Brian Miller y Jessica Kindzierski.
Además de los noventa y tres números en formato comic-book, Strangers in Paradise ha sido recopilado en otros formatos:
- Fue recopilado en 19 tomos en cartoné:

| #  | Título                                                               | Publicación | Números que incluye                                   | ISBN                   |
| -- | -------------------------------------------------------------------- | ----------- | ----------------------------------------------------- | ---------------------- |
| 1  | The Collected Strangers in Paradise (Strangers in Paradise complete) | 1994        | Volumen uno. Números 1 - 3                            | ISBN 978-18-925970-0-7 |
| 2  | I Dream of You (Sueño contigo)                                       | 1996        | Volumen dos. Números 1 - 9                            | ISBN 978-18-925970-1-4 |
| 3  | It's a Good Life (Es una buena vida)                                 | 1998        | Volumen dos. Números 10 - 13                          | ISBN 978-18-925970-2-1 |
| 4  | Love Me Tender (Ámame con ternura)                                   | 1997        | Volumen tres. Números 1 - 5                           | ISBN 978-18-925970-3-8 |
| 5  | Immortal Enemies (Enemigos inmortales)                               | 1998        | Volumen tres. Números 6 - 12                          | ISBN 978-18-925970-4-5 |
| 6  | High School! (¡Instituto!)                                           | 1999        | Volumen tres. Números 13 - 16                         | ISBN 978-18-925970-7-6 |
| 7  | Sanctuary (Santuario)                                                | 2008        | Volumen tres. Números 17 - 24                         | ISBN 978-18-92597-09-0 |
| 8  | My Other Life (Mi otra vida)                                         | 2000        | Volumen tres. Números 25-30                           | ISBN 978-18-92597-11-3 |
| 9  | Child of Rage (Niña de la furia)                                     | 2001        | Volumen tres. Números 31-32, 34 - 38                  | ISBN 978-18-92597-13-7 |
| 10 | Tropic of Desire (Trópico del deseo)                                 | 2001        | Volumen tres. Números 39-43                           | ISBN 978-18-92597-15-1 |
| 11 | Brave New World (Un mundo feliz)                                     | 2002        | Volumen tres. Números 44-48                           | ISBN 978-18-92597-16-8 |
| 12 | Heart in Hand (El corazón en la mano)                                | 2003        | Volumen tres. Números 50 - 54                         | ISBN 978-18-92597-20-5 |
| 13 | Flower to Flame (Flor a la llama)                                    | 2003        | Volumen tres. Números 55 - 60                         | ISBN 978-18-92597-24-3 |
| 14 | David's Story (La historia de David)                                 | 2004        | Volumen tres. Números 61 - 63                         | ISBN 978-18-92597-25-0 |
| 15 | Tomorrow Now (Mañana ahora)                                          | 2004        | Volumen tres. Números 64 - 69                         | ISBN 978-18-92597-27-4 |
| 16 | Molly & Poo (Molly y Poo)                                            | 2005        | Volumen dos. Número 14. Volumen tres. Números 49 y 73 | ISBN 978-18-92597-32-8 |
| 17 | Tattoo (Tatuaje)                                                     | 2005        | Volumen tres. Números 71 – 72, 74 - 76                | ISBN 978-18-92597-33-5 |
| 18 | Love & Lies (Amor y mentiras)                                        | 2006        | Volumen tres. Números 77 - 82                         | ISBN 978-18-92597-34-2 |
| 19 | Ever After (Por siempre jamás)                                       | 2007        | Volumen tres. Números 83 - 90                         | ISBN 978-18-92597-35-9 |

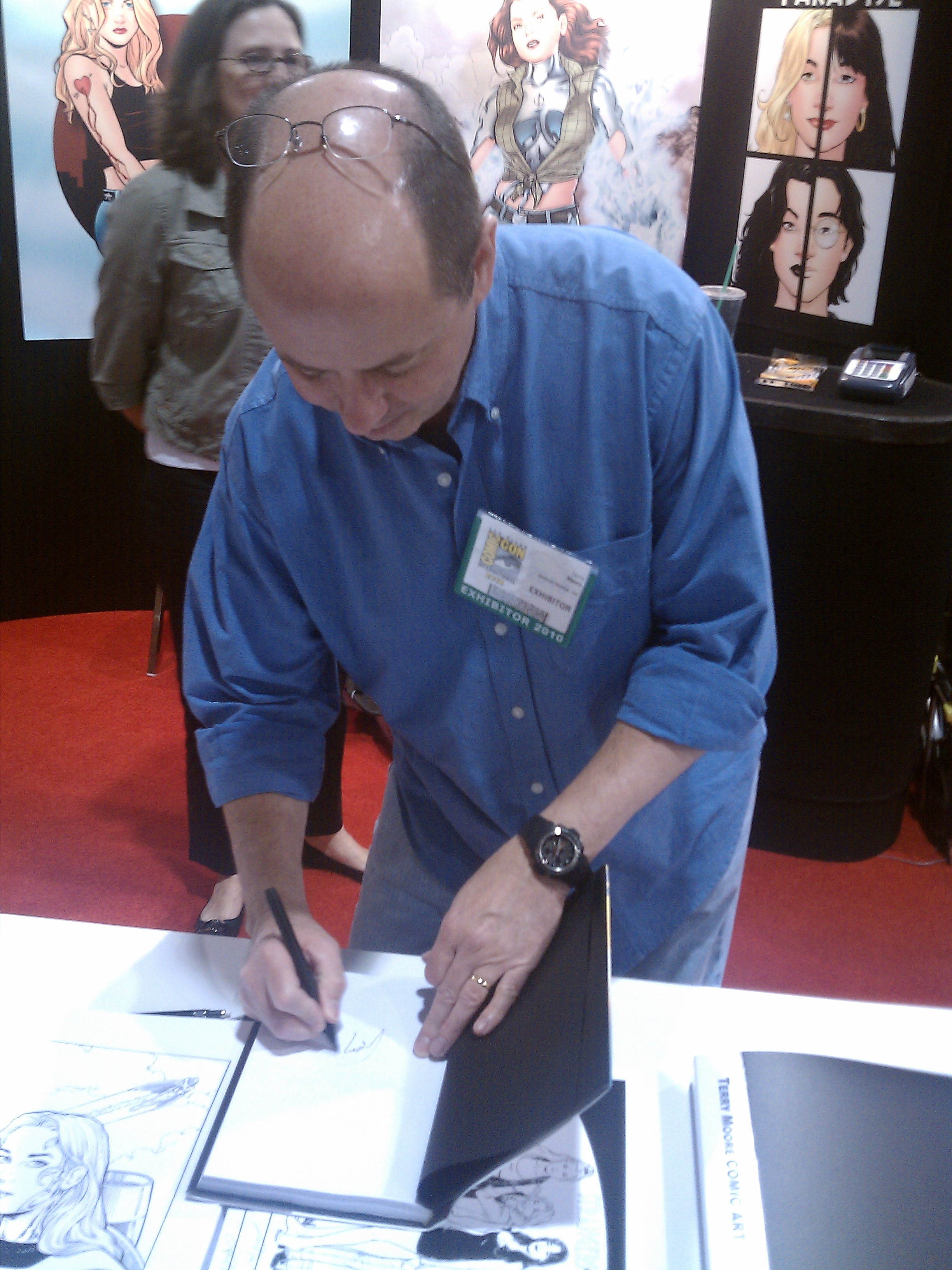
Terry Moore firmando una edición en tapa dura de Strangers in Paradise en la Convención Internacional de Cómics de San Diego de 2010.

- Posteriormente fue recopilada en diez tomos en tapa dura.[30]

1. The Complete Strangers in Paradise, Volume 1 (1999, ISBN 978-18-92597-00-7)
2. The Complete Strangers in Paradise, Volume 2 (1999, ISBN 978-18-92597-06-9)
3. The Complete Strangers in Paradise Volume 3, Part 1 (2000, ISBN 978-18-92597-10-6)
4. The Complete Strangers in Paradise Volume 3, Part 2 (2000, ISBN 978-18-92597-12-0)
5. The Complete Strangers in Paradise Volume 3, Part 3 (2001, ISBN 978-1-892597-14-4)
6. The Complete Strangers in Paradise Volume 3, Part 4 (2002, ISBN 978-18-92597-17-5)
7. The Complete Strangers in Paradise Volume 3, Part 5 (2003, ISBN 978-18-92597-23-6)
8. The Complete Strangers in Paradise Volume 3, Part 6 (2004, ISBN 978-18-92597-28-1)
9. The Complete Strangers in Paradise Volume 3, Part 7 (2006, ISBN 978-18-92597-36-6)
10. The Complete Strangers in Paradise Volume 3, Part 8 (2007, ISBN 978-18-92597-37-3)

- También fue recopilada en una edición en tamaño novela:[31]

1. Strangers in Paradise Pocket Book 1(2004, ISBN 978-1-892597-26-7)
2. Strangers in Paradise Pocket Book 2 (2004, ISBN 978-1-892597-29-8)
3. Strangers in Paradise Pocket Book 3 (2004, ISBN 978-1-892597-30-4)
4. Strangers in Paradise Pocket Book 4 (2005, ISBN 978-1-892597-31-1)
5. Strangers in Paradise Pocket Book 5 (2005, ISBN 978-1-892597-38-0)
6. Strangers in Paradise Pocket Book 6 (2007, ISBN 978-1-892597-39-7)

- En 2009 fue recopilada en dos tomos con un total de 1400 páginas y un tercero que recopila todas las portadas a color. Esta edición se lanzó en la Convención Internacional de Cómics de San Diego de 2009 en formato de tapa dura y solamente se hicieron 1250 ejemplares. Posteriormente se realizó una versión en tapa blanda no limitada.[5]
- Además de la serie se han ido realizando otros productos:

1. Lyrics and Poems: En Strangers in Paradise los poemas y las canciones tienen especial importancia y algunos fueron compuestos por Terry Moore.[32] En 1999 Abstract Studio realizó una recopilación de todos los temas publicados hasta la fecha y lo publicaron en un comic-book con el número 93298.[33]
2. Strangers in Paradise Source Book: Fue publicado en 2003, es un libro de consulta con biografías de los personajes más importantes, recopilatorio de las canciones, poemas y biografías de algunos personajes menos importantes. Fue una edición limitada.[34]
3. Strangers in Paradise Treasury Edition: Fue publicado en 2004, es un resumen de los sesenta primeros números con comentarios del autor, de cómo fue evolucionando la historia, qué había planeado y qué iba cambiando sobre la marcha, además de portadas, dibujos, bocetos y la primera versión del primer número de la serie que no había sido publicado antes.[35][36]

### Publicación enEspaña
Strangers in Paradise comenzó a ser publicada por la editorial asturiana Dude Comics, en formato grapa pero tras multitud de retrasos, y con solo dieciséis números publicados se canceló su publicación debido a que tenían que renegociar los derechos de la serie.
Aunque según palabras del entonces editor de Dude, se había firmado un acuerdo para publicar Strangers in Paradise en tomos a través de Dude,
finalmente fue publicado de la mano de la editorial Norma Editorial desde 2006 a 2008 en siete tomos.
| # | Título                  | Contenido                                              | Publicación | ISBN                   |
| - | ----------------------- | ------------------------------------------------------ | ----------- | ---------------------- |
| 1 | Strangers in Paradise 1 | Volumen 1. Números 1 – 3. Volumen 2. Números 1 -9.     | 2006        | ISBN 978-84-98142-49-5 |
| 2 | Strangers in Paradise 2 | Volumen 2. Números 10 – 13. Volumen 3. Números 1 - 12. | 2006        | ISBN 978-84-9814-250-1 |
| 3 | Strangers in Paradise 3 |                                                        | 2006        | ISBN 978-84-9814-491-4 |
| 4 | Strangers in Paradise 4 |                                                        | 2006        | ISBN 978-84-98148-51-0 |
| 5 | Strangers in Paradise 5 |                                                        | 2007        | ISBN 978-84-98149-52-4 |
| 6 | Strangers in Paradise 6 |                                                        | 2007        | ISBN 978-84-98472-31-8 |
| 7 | Strangers in Paradise 7 |                                                        | 2007        | ISBN 978-84-98472-32-5 |

## Personajes

### Personajes principales
- Katina "Katchoo" Choovanski es una temperamental artista con un violento pasado. Fue prostituta y la amante y agente de Darcy Parker. Katchoo tiene sentimientos hacia su amiga Francine aunque también para su único amigo hombre, David.
- Francine Peters-Silver es la mejor amiga de Katchoo. Tiene problemas de sobrepeso y no le gusta su imagen. Francine tiene problemas con sus sentimientos hacia Katchoo, en parte debido a su educación metodista y en parte por su sueño desde niña de ser esposa y madre. Su matrimonio de "cuento de hadas" con Brad Silver se viene abajo cuando descubre que él le está siendo infiel, lo que le lleva a reconsiderar su relación con Katchoo.
- David Qin es un amable y sensible estudiante. Es el hermano menor de Darcy Parker y el heredero del sindicato del crimen de la familia Takahashi. Su nombre real es Yousaka Takahashi el cual cambió a David Qin tras una tragedia personal y su conversión al cristianismo. Tiene sentimientos hacia Casey y Katchoo.

### Personajes secundarios
- Casey Bullocks-Femur es una escultural rubia bisexual e instructora de aerobic. Casey se casó con Freddie Femur pero se divorció de él cuando descubrió que aún estaba enamorado de Francine. Desde el divorcio ha tenido escarceos tanto con Katchoo como con David.
- Freddie Femur es el exnovio de Francine y el exmarido de Casey. Freddie fue infiel a Francine y la humilló durante su ruptura, lo que le provocó a Francine un ataque de nervios, tiempo después Freddie se obsesionó con Francine.
- Darcy Parker es una despiadada jefa del crimen que maneja el grupo "Big Six," mujeres especialistas en seducción y espionaje. A pesar de que afirmaba odiar al género masculino y que solo empleaba mujeres, Darcy tuvo un intenso e incestuoso romance con su hermano David. Antes de eso, mantuvo una relación con Katchoo, hasta que esta se escapó a Hawái con su amiga Emma.
- Mary Beth "Tambi" Baker es una brutal agente que trabaja para Darcy Parker junto con su hermana gemela Sara Beth "Bambi". Tambi es especialista en asesinatos, negocios y estrategias. Ella y Sara son las medio-hermanas mayores de Katchoo.
- Griffin Silver, una antigua estrella del rock admirada por Katchoo en su juventud, las canciones de Griffin aparecían en la serie mucho antes de que apareciera el personaje. Es el hermano de Brad Silver.
- Brad Silver es un guapo y encantador ginecólogo, parece el esposo ideal para Francine; pero, debido a su infidelidad, Francine le pide el divorcio.
- Molly Lane, Molly fue la novia del hermano de Francine, Benjamin, en el instituto. Pese a no ser personaje principal en la trama de Strangers in Paradise es la protagonista de "Molly and Poo", una trama secundaria.

## Premios
La serie ha recibido varios premios:
- Premio Eisner 1996, Estados Unidos, mejor historia serializada por "I dream of you".[2]
- Selección Young Adult Library Services Association, 2002, Estados Unidos, "popular paperback".[42]
- Selección Young Adult Library Services Association, 2006, Estados Unidos, "popular paperback".[43]
- Selección Young Adult Library Services Association, 2005, Estados Unidos, "popular paperback".[44]
- Premio National Cartoonists Society, 2003, Estados Unidos, mejor comic book.[45]
- Premio GLAAD Media Awards, 2001, Estados Unidos, mejor comic book.[9]
- Premio GLAAD Media Awards, 2008, Estados Unidos, mejor comic book.[9]
- Premio Inkpot 2003, Estados Unidos, logros realizados en artes gráficas[46]

## Otros medios

### Figuras de acción
En 2006, para conmemorar el final de la serie, Clayburn Moore junto con Terry Moore decidieron realizar las estatuas de los tres personajes principales de la serie en edición limitada y firmada por el escultor y el autor del cómic, pero finalmente solo se realizó la de Katchoo.
En 2009 Shocker Toys lanzó al mercado una figura de Katchoo como parte de su línea "Indie Spotlight".

### Cartas coleccionables
En 1996 Comic Images lanzó una serie de ciento dos cartas (algunas firmadas por Terry Moore) y un álbum para incluirlas dentro. Estas cartas aparecían aleatoriamente en sobres.
En 1996 Dynamic Entertainment, Inc. lanzó a través de Abstract Studio una serie de ocho cartas que posteriormente se incluirían en "Strangers in Paradise: Treasury Edition".

### Documental
En noviembre de 2004, Hero Video Productions produjo un documental sobre Terry Moore y Strangers in Paradise denominado "Paradise Found" de ciento veinte minutos de duración. El documental comienza con una biografía del autor para después comenzar a hablar de la serie, también hace referencia a las localizaciones reales de la historia, canciones, proceso de creación de los dibujos, etc.
El documental ganó el premio de bronce Telly Award en 2005 a la "excelencia artística".

### Serie de televisión
En 2008, en la "Xena convention", Steven Sears, productor de Xena, anunció que estaba preparando junto con Terry Moore una serie de televisión ambientada en Strangers in Paradise. En su blog, Terry Moore, dijo que si no encontraban un estudio que quisiera producir un episodio piloto no podrían seguir con el proyecto. Desde entonces no han aparecido más noticias.

### Otros
Además se realizaron otra serie de productos como vasos para refrescos, bolsas, camisetas, pines y fundas para los tomos.
También se produjeron unos calendarios para los años 1999, 2000, 2002, 2003 y 2004.
En 1996 Dynamic Entertainment, Inc. lanzó una tarjeta telefónica con quince minutos de llamada por diez dólares con una imagen de las cartas coleccionables publicadas por la misma empresa.